# Best Fashion Awards
Best Fashion Awards (BFA) är det ukrainska priset inom mode, grundad av Ukrainska Fashion Week och tidningen "ZEFIR".
Priset lanserades 2010 och kan ses som den ukrainska modemotsvarigheten till Oscar.
Det huvudsakliga syftet med priset Best Fashion Awards är att objektivt definiera och presentera ledarna inom ukrainskt mode för den nationella och internationella publiken. Ett annat mål är att berömma prestationer inom utvecklingen av modedesign, förbättra modebranschen samt att främja en positiv bild av Ukraina utomlands. Priset syftar till att förbättra anseendet av ukrainska modedesigners i landet samt att inspirera designers kreativitet och professionella utveckling.
BFA-utmärkelsen delas ut årligen och bedömer kollektioner från två säsonger. Juryn består av en grupp experter som modejournalister, modekritiker, inköpare och ledare av den allmänna opinionen.

## Priskategorier
Best Fashion Awards delas ut i sex officiella kategorierna:
- Bästa designer - damkläder
- Bästa designer - herrkläder
- Bästa designer - accessoarer
- Årets Upptäckt
- För enastående bidrag till utvecklingen av ukrainskt mode
- Bästa modeproduktion